# Hertigdömet Gaeta
Hertigdömet Gaeta var en historisk italiensk monarki i södra Italien mellan 839 och 1140. Det utkristalliserades ur Hertigdömet Neapel och uppgick i kungariket Sicilien.